# Watertown (Wisconsin)
Watertown ist eine Stadt (mit dem Status „City“) im Jefferson und zu einem kleineren Teil im Dodge County im US-amerikanischen Bundesstaat Wisconsin. Das U.S. Census Bureau ermittelte bei der Volkszählung 2020 eine Einwohnerzahl von 22.926.

## Geografie
Watertown liegt im mittleren Südosten Wisconsins am Rock River, einem linken Nebenfluss des Mississippi. Die geografischen Koordinaten von Watertown sind 43°11′41″ nördlicher Breite und 88°43′44″ westlicher Länge. Das Stadtgebiet erstreckt sich über eine Fläche von 32,4 km², die sich auf 31,36 km² Land- und 1,04 km² Wasserfläche verteilen.
Nachbarorte von Watertown sind Clyman (15,4 km nördlich), Lebanon (13,4 km nordöstlich), Ashippun (21,8 km östlich), Ixonia (12,3 km südöstlich), Johnson Creek (14,9 km südsüdwestlich), Portland (25 km westlich), Reeseville (23 km nordwestlich) und Lowell (23,5 km nordnordwestlich).
Die nächstgelegenen größeren Städte sind Green Bay am Michigansee (181 km nordnordöstlich), Wisconsins größte Stadt Milwaukee (75 km ostsüdöstlich), Chicago in Illinois (204 km südsüdöstlich), Rockford in Illinois (123 km südsüdwestlich) und Wisconsins Hauptstadt Madison (65 km westsüdwestlich).

## Verkehr
In Watertown treffen die Wisconsin State Highways 16 und 19 und 26 zusammen. Alle weiteren Straßen sind untergeordnete Landstraßen, teils unbefestigte Fahrwege sowie innerörtliche Verbindungsstraßen.
Watertown ist ein Eisenbahnknotenpunkt, an dem mehrere Strecken der Union Pacific Railroad, der Wisconsin and Southern Railroad und der zur Canadian Pacific Railway gehörenden Wisconsin Central aufeinander treffen.
Mit dem Watertown Municipal Airport befindet sich im Norden des Stadtgebiets ein kleiner Flugplatz. Die nächsten Verkehrsflughäfen sind der Dane County Regional Airport in Madison (59 km westlich) und der Milwaukee Mitchell International Airport in Milwaukee (87 km ostsüdöstlich).

## Bevölkerung
Nach der Volkszählung im Jahr 2010 lebten in Watertown 23.861 Menschen in 9187 Haushalten. Die Bevölkerungsdichte betrug 760,9 Einwohner pro Quadratkilometer. In den 9187 Haushalten lebten statistisch je 2,46 Personen.
Ethnisch betrachtet setzte sich die Bevölkerung zusammen aus 94,0 Prozent Weißen, 0,8 Prozent Afroamerikanern, 0,3 Prozent amerikanischen Ureinwohnern, 0,8 Prozent Asiaten sowie 2,7 Prozent aus anderen ethnischen Gruppen; 1,4 Prozent stammten von zwei oder mehr Ethnien ab. Unabhängig von der ethnischen Zugehörigkeit waren 7,3 Prozent der Bevölkerung spanischer oder lateinamerikanischer Abstammung.
25,7 Prozent der Bevölkerung waren unter 18 Jahre alt, 59,8 Prozent waren zwischen 18 und 64 und 14,5 Prozent waren 65 Jahre oder älter. 51,6 Prozent der Bevölkerung war weiblich.
Das mittlere jährliche Einkommen eines Haushalts lag bei 50.746 USD. Das Pro-Kopf-Einkommen betrug 22.673 USD. 11,7 Prozent der Einwohner lebten unterhalb der Armutsgrenze.

## Bekannte Bewohner
- Daniel Charles Brandenstein (* 1943) – ehemaliger Astronaut[7] – geboren und aufgewachsen in Watertown
- Joseph E. Davies (1876–1958) – Jurist und Diplomat[8] – geboren und aufgewachsen in Watertown
- Charles A. Kading (1874–1956) – republikanischer Abgeordneter des US-Repräsentantenhauses (1927–1933)[9] – lebte bis zu seinem Tode in Watertown und ist hier beigesetzt[10]
- Lloyd August Kasten (1905–1999) – Romanist – geboren und aufgewachsen in Watertown
- Robert Kastenmeier (1924–2015) – demokratischer Abgeordneter des US-Repräsentantenhauses (1959–1991)[11] – arbeitete jahrelang als Anwalt und Friedensrichter in Watertown
- John Peterson (* 1948) – ehemaliger Ringer – arbeitet als Trainer in Watertown
- Benjamin Peterson (* 1950) – ehemaliger Ringer – arbeitet als Trainer in Watertown
- Meinhardt Raabe (1915–2010) – Schauspieler[12] – geboren und aufgewachsen in Watertown
- Carl Schurz (1829–1906) – US-Innenminister (1877–1881)[13] – lebte mehrere Jahre in Watertown
- Margarethe Meyer-Schurz (1833–1876) – Gründerin des ersten Kindergartens der USA[14] – lebte mit ihrem Ehemann Carl Schurz in Watertown